# Jaroslav Antonov
Jaroslav Viktorovič Antonov (in russo Яросла́в Ви́кторович Анто́нов?; Novosibirsk, 10 gennaio 1963) è un allenatore di pallavolo ed ex pallavolista sovietico, dal 1991 russo.
Giocava nel ruolo di schiacciatore e opposto.

## Biografia
È il padre del pallavolista italiano Oleg Antonov.

## Carriera

### Giocatore
Inizia a giocare nel 1982 per la Dinamo Mosca. Nella stagione 1985-86 passa al CSKA Mosca dove vince 6 campionati sovietici e 5 Coppe dei Campioni. Nel 1991 si trasferisce nel campionato italiano, giocando per il Brescia.
Nella stagione seguente passa al Kīfisia, squadra del campionato greco. Successivamente fa la spola in diverse squadre italiane come il Montecchio Maggiore, il Grottazzolina e il Parma.
Con la Nazionale sovietica vince due campionati europei (1985 e 1987) e i Goodwill Games 1986, ottiene la medaglia d'argento ai Giochi olimpici di Seul, vince un argento ai campionati mondiali del 1986 e un argento un bronzo in Coppa del Mondo.
Si ritira dal volley giocato nel 2001.

### Allenatore
Inizia la sua carriera da allenatore nel Mezzolombardo. Successivamente torna in Russia per fare l'allenatore della seconda squadra della Dinamo Mosca e come assistente della prima squadra.
Nella stagione 2009-10 diventa il primo allenatore della Dinamo-Jantar. La stagione seguente passa all'Ural.
Negli anni seguenti continua a fare il vice-allenatore in squadre come Dinamo Krasnodar (dove diventerà il primo allenatore per qualche mese) e l'Ural.

## Palmarès

### Giocatore

#### Club
- Campionato sovietico: 6

1985-1986, 1986-1987, 1987-1988, 1988-1989, 1989-1990, 1990-1991
- Coppa dei Campioni: 5

1985-86, 1986-87, 1987-88, 1988-89, 1990-91
- Coppa delle Coppe: 1

1984-85

#### Nazionale (competizioni minori)
- Campionato europeo under 20 1982
- Giochi dell'Amicizia 1984
- Goodwill Games 1986
- Goodwill Games 1990

#### Premi individuali
- 1985 - Coppa del Mondo: Miglior ricevitore